# 克拉尔贝克
克拉尔贝克（法語：Clarbec，法語發音：[klaʁbɛk] ⓘ）是法国卡尔瓦多斯省的一个市镇，属于利雪区。

## 地理
克拉尔贝克（49°15'0"N, 0°8'1"E）面积9.7 平方千米，位于法国诺曼底大区卡爾瓦多斯省，该省份为法国西北部沿海省份，北濒大西洋英吉利海峡，东北与滨海塞纳省以海上边界相接，东临厄尔省，南至奧恩省，西与芒什省接壤。
与克拉尔贝克接壤的市镇（或旧市镇、城区）包括：欧日地区博蒙、博讷博、德吕贝克、福尔芒坦、勒镇、圣伊梅尔、瓦尔瑟梅。

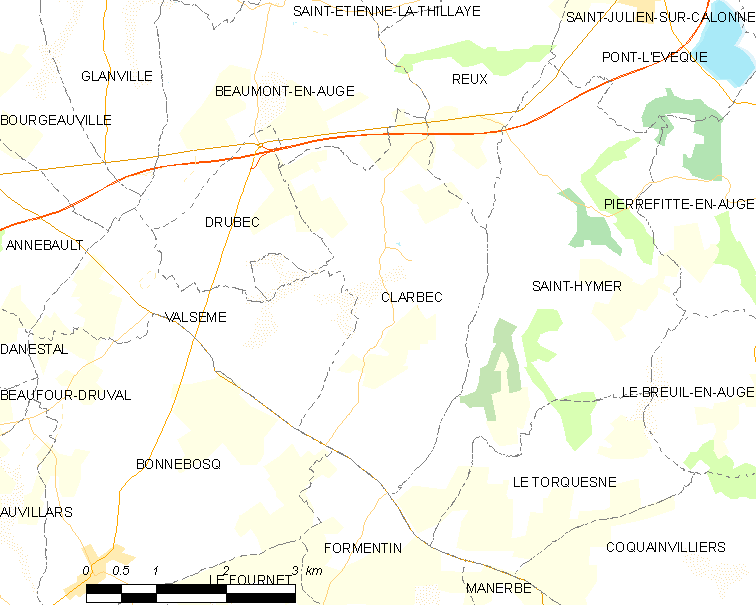
克拉尔贝克的OSM定位图

克拉尔贝克的时区为UTC+01:00、UTC+02:00（夏令时）。

## 行政
克拉尔贝克的邮政编码为14130，INSEE市镇编码为14161。

## 政治
克拉尔贝克所属的省级选区为蓬莱韦克县。

## 人口

1962-2008年间克拉尔贝克人口变化图示

克拉尔贝克于2022年1月1日时的人口数量为321人。